# Jemeni labdarúgó-válogatott
A jemeni labdarúgó-válogatott Jemen nemzeti csapata, amelyet a jemeni labdarúgó-szövetség (Arabul: منتخب اليمن لكرة القدم) irányít.
Mielőtt 1990-ben egyesítették két nemzeti csapat volt északi és déli. Az egyesítés után a FIFA az Észak-jemen eredményeit ismeri el Jemen utódául. Jemen (Észak-Jemen) sosem szerepelt még világbajnokságon vagy az Ázsia-kupán. Jemeni csapat mindössze egyszer jutott ki a kontinensviadalra még hozzá Dél-Jemen 1976-ban.

## Világbajnoki szereplés
Észak-Jemen
- 1930–1982:Nem indult
- 1986–1990:Nem jutott be

Jemen
- 1994: Nem jutott be
- 1998: Nem jutott be
- 2002: Nem jutott be
- 2006: Nem jutott be
- 2010: Nem jutott be
- 2014: Nem jutott be
- 2018: Nem jutott be

## Ázsia-kupa-szereplés
Észak-Jemen
- 1956–1980: Nem indult
- 1984–1988: Nem jutott be

Jemen
- 1992: Nem indult
- 1996: Nem jutott be
- 2000: Nem jutott be
- 2004: Nem jutott be
- 2007: Nem jutott be
- 2011: Nem jutott be
- 2015: Nem jutott be